# Pieśni nabożne
Pieśni nabożne – zbiór pieśni i tłumaczeń psalmów Franciszka Karpińskiego opublikowany anonimowo w 1792.
Pracę nad zbiorem Karpiński rozpoczął w 1787. Tom, pomyślany jako modlitewnik dla ludu, został wydany w drukarni bazylianów w Supraślu wraz ze wskazówkami dotyczącymi melodii.

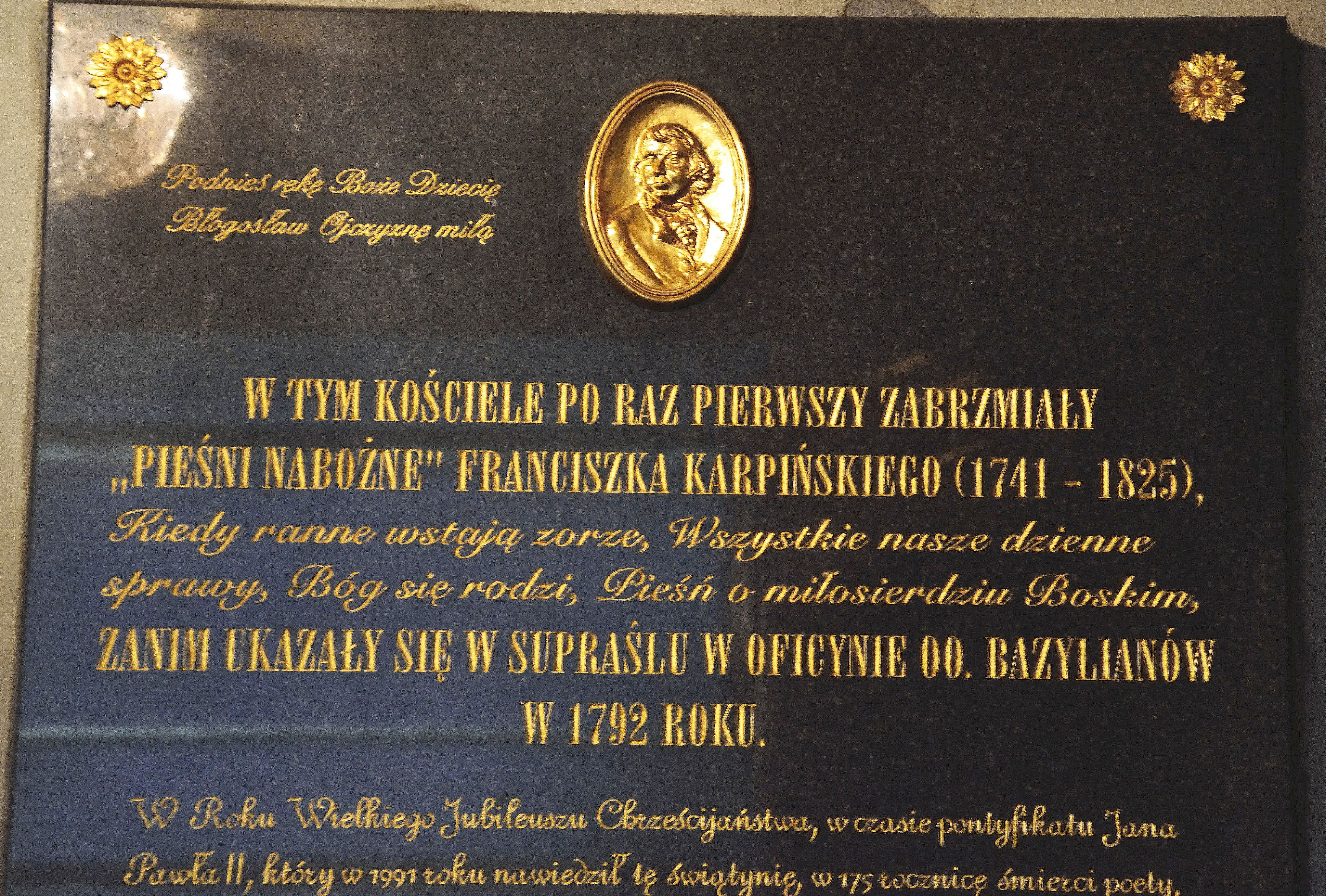
Tablica pamiątkowa w starym kościele farnym w Białymstoku

Zbiór składał się z 29 pieśni oryginalnych i 20 przekładów psalmów. Utwory miały zastąpić funkcjonujące ówcześnie pieśni religijne o niskiej wartości. Celem zbioru było nie tylko zaszczepianie zasad wiary i norm etycznych, ale także budowanie poczucia wspólnoty narodowej wśród niższych warstw społecznych. Bóg ukazany został jako sprawiedliwy i miłościwy ojciec, nie zaś srogi sędzia. W tekstach pojawiły się też elementy estetyki ludowej. Część utworów zyskała dużą popularność, m.in. Pieśń poranna („Kiedy ranne wstają zorze”), Pieśń wieczorna, Pieśń o Narodzeniu Pańskim („Bóg się rodzi”).